# فيليتسيا ماسون
فيليتسيا ماسون (بالإنجليزية: Felicia Mason)‏ هي صحفية وكاتِبة أمريكية، ولدت في 8 مايو 1962.